# Lolo Jones
Lori (“Lolo”) Jones (5 d'agost de 1982 a Des Moines, Iowa) és una atleta estatunidenca especialista en carreres de tanques que es va proclamar campiona mundial de 60 metres barres en pista coberta a València 2008 i a Doha 2010.
Als Jocs Olímpics de Pequín 2008 era la gran favorita per guanyar la medalla d'or als 100 metres barres, sobretot després de realitzar en semifinals la millor marca mundial de la temporada amb 12.43. En la final, celebrada el 19 d'agost, va dominar la carrera gairebé des de l'inici i anava clarament destacada, fins que en la penúltima tanca es va desequilibrar i va perdre qualsevol opció de victòria, acabant en setena posició. El triomf va ser per al seu compatriota Dawn Harper amb 12.54. Va ser una de les majors decepcions de l'atletisme en aquests Jocs, doncs Lolo Jones ja tenia la medalla d'or pràcticament guanyada.
Als Jocs Olímpics de Londres 2012 va aconseguir ficar-se, per temps, en la final dels 100 metres barres on finalment va acabar 4ª.
Es va graduar el 2005 per la Universitat Estatal de Louisiana.
Mesura 1.75 m i pesa 59 kg. Actualment resideix a Baton Rouge, Louisiana.

## Resultats
| Any  | Competició               | Lloc                   | Lloc                                  | Marca       |
| ---- | ------------------------ | ---------------------- | ------------------------------------- | ----------- |
| 2006 | Final Mundial de la IAAF | Stuttgart              | 5ª en 100 m llisos 6ª en 100 m barres | 11.24 12.76 |
| 2007 | Campionat Mundial        | Osaka                  | 6ª en 100 m barres                    | 12.62       |
| 2008 | Campionat Mundial Indoor | València               | 1ª en 60 m barres                     | 7.80        |
| 2008 | Jocs Olímpics            | Pequín                 | 7ª en 100 m barres                    | 12.72       |
| 2008 | Final Mundial de la IAAF | Stuttgart              | 2ª en 100 m barres                    | 12.56       |
| 2010 | Campionat Mundial Indoor | Doha                   | 1ª en 60 m barres                     | 7.72        |
| 2012 | Jocs Olímpics            | Londres                | 4ª en 100 m barres                    | 12.58       |
| 2015 | Campionat Nacac          | San José de Costa Rica | 1ª en 100 m barres                    | 12.63       |

## Marques personals
- 100 metres barres - 12,43 (Pequín, 18 d'agost de 2008)
- 100 metres llisos - 11,24 (Stuttgart, 10 de setembre de 2006)
- 60 metres llisos - 7,29 (Fayetteville, 14 de març de 2003)
- 60 metres barres pista coberta - 7,72 (Doha, 13 de març de 2010)